# Tristan Etumba Boyengo
Tristan Etumba Boyengo, né le 24 décembre 1984 à Bruxelles en Belgique, est un homme politique de la république démocratique du Congo élu sénateur de la circonscription électorale de l'Équateur.

## Biographie
Tristan est un homme politique congolais, sénateur issu de la circonscription électorale de l'Équateur. Fils du général Didier Etumba Longila et Germaine Mayiza, il est né le 24 décembre 1984 à Bruxelles.

## Carrière
Le sénateur Tristan Etumba est secrétaire général du parti politique Avenir du Congo (ACO).

## Études
Il effectue tout son cycle de l'école primaire au complexe scolaire Aurore où il obtint son certificat de fin d'études. Il poursuivit une partie de ses études secondaires au collège Saint Georges, une autre au collège Boboto et les deux dernières années au collège Elikya où il décrocha un diplôme d'État. 
Par la suite, il se rendit à Bruxelles pour côtoyer quelque temps l'école préparatoire Robert Catteau et revint entamer un parcours universitaire à l'université protestante au Congo en droit international public, lequel fut sanctionné en deuxième licence avec une mention distinction dans la promotion de 2009.
Tristan poursuivit des études de master 1 et 2 en sécurité internationale, défense et intelligence économique au sein de l'université Côte d'Azur à Nice en France de laquelle il eut son diplôme de spécialisation en la matière, un DES.
Il fit ensuite un stage de 4 mois aux Nations Unies à New York dans le cabinet du Secrétaire général de l'ONU et par la suite dans la mission de la RDC auprès des Nations unies sur place. Il est chercheur impliqué dans le laboratoire de droit international européen, également détenteur d'un doctorat en droit international européen de l'université Côte d'Azur (2022).